# Klaus Wyborny

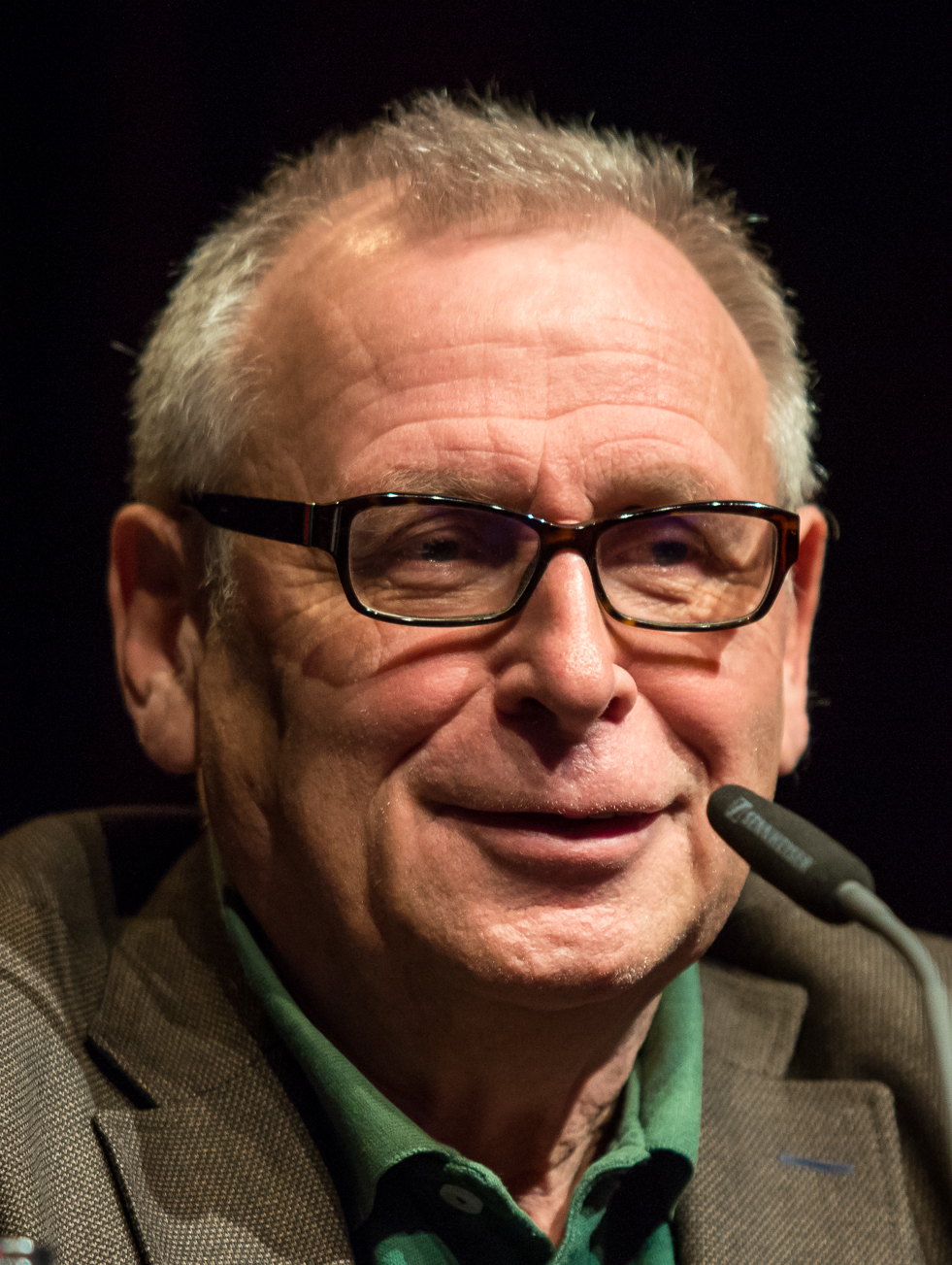
Klaus Wyborny beim Dokumentarfilmfestival 39. Duisburger Filmwoche, 2015

Klaus Wyborny (* 5. Juni 1945 in Bittkau bei Magdeburg; lebt und arbeitet in Hamburg) ist ein deutscher avantgardistischer Filmemacher, Filmproduzent, Filmregisseur, Schauspieler, Kameramann und Drehbuchautor, bekannt für seine Experimentalfilme.

## Leben und Werk
Der Sohn des Kaufmanns Franz Wyborny studierte von 1963 bis 1970 Theoretische Physik an der Universität Hamburg und an der Yeshiva University in New York City. Er organisierte in einem studentischen Arbeitskreis Filmvorführungen und Dokumentationen. 1966 begann er als Autodidakt, kurze 8-mm-Filme zu drehen. 1969 entstand in Hamburg sein erster 16-mm-Film.
Wyborny war im Jahr 1968 zusammen mit Hellmuth Costard, Thomas Struck, Werner Nekes, Helmut Herbst, Werner Grassmann, Dore O. und anderen Mitbegründer der Hamburger Filmmacher Cooperative, die sich das amerikanische New Cinema zum Vorbild nahm und eine europäische Variante des amerikanischen Undergroundkinos aufbauen sollte. Er war 1974 Mitbegründer der Literaturzeitschriften Boa Vista, Henry und Nancy.
Klaus Wyborny war mit mehreren Filmen Teilnehmer der Documenta 5 in Kassel im Jahr 1972 mit Das abenteuerliche, aber glücklose Leben des William Parmagino; After the Goldrush; Chimney Piece, A Crowd in the Face, Dallas Texas und Percy McPhee in der Abteilung Filmschau: New European Cinema und auch auf der Documenta 6 (1977) mit Filmen vertreten. Wyborny nahm 1975, 1980 bis 1982, 1986, 1992 und 1994 am Internationalen Forum des Jungen Films in Berlin teil. Er war mehrfach (2002, 2005, 2006, 2009, 2010, 2012, 2014, 2015) auf der VIENNALE in Wien vertreten.
2002–2003 war er Gastprofessor an der Universität der Künste Berlin. Von 2009 bis 2015 lehrte er als Professor an der Hochschule Mannheim.
Klaus Wyborny ist seit 2012 Mitglied der Freien Akademie der Künste in Hamburg.

## Filmografie (Auswahl)

### Eigene Filme (Buch, Regie, Kamera, Schnitt, z.T. Musik)
| - 1967: Ein Brief aus der Provinz - 1967: Going to Stuttgart - 1968: In the Sands - 1968: Maisie IV - 1968: Nieder mit Coca Cola - 1968: Streik - 1968: Der Markt von Ringköbing - 1968: Es lebe die heimliche Revolution des 8mm - 1968: Heimkehr - 1968: Heimkehr nach St. Pauli - 1968: A Crowd in the Face - 1968: Home Sweet Home - 1968: Im KZ - 1968: Auf zu den Sternen - 1968: Drei Tage mit Janine, drei Tage mit John - 1968: Thorium 232 - 1969: Dämonische Leinwand (sowie weitere Version: 1971) - 1969: In Kampen ist die Hölle los - 1969: Natascha will Thomas, den Mörder verlassen - 1969: No Way to Treat a Lady - 1969: Sehenswürdigkeiten - 1969: Das größte Verbrechen aller Zeiten - 1966–1969: Und abends legte sich Jacqueline auf ihr Bett und lachte - 1968–1969: Das abenteuerliche aber glücklose Leben des William Parmagino - 1969–1970: Percy McPhee – Agent des Grauens – 6. Folge - 1969–1971: Chimney Piece - 1969–1971: Ludwig van Beethoven – Ein Leben für die Musik - 1971: Dallas Texas – After the Goldrush - 1971: Rot war das Abenteuer – Blau war die Reue - 1972: 4 ländliche Skizzen - 1972–1973: Die Geburt der Nation (The Birth of a Nation) - 1972–1974: Elementare Filmgeschichte - 1974: The Ideal – Ecstasy & Beauty | - 1971–1975: Pictures of the Lost Word (Bilder vom verlorenen Wort) - 1975: Fensterfilm - 1976: Syntax - 1976: Häuserfilm - 1976: Bartleby - 1970–1977: Verwegen den Wellen entgegen - 1974–1977: Strickfilm - 1976–1977: Sechs kleine Stücke auf Film - 1977: Der Ort der Handlung - 1978: Blond! - 1978: Unerreichbar Heimatlos - 1979: Potpourri aus "Östlich von keinem Westen" - 1980: Das Szenische Opfer - 1981: Am Arsch der Welt (Haben und Sein) - 1982: 2084 - 1985: Am Rand der Finsternis - 1985: Gnade und Dinge (11 Stücke auf Film) - 1987: Ohne Titel (Out of New York) - 1986–1989: Das Offene Universum (The Open Universe) - 1989–1990: Gedichte, Lieder, Stücke - 1986–1992: Verlassen; Verloren; Einsam, Kalt - 1994: Aus dem Zeitalter des Übermuts (Dichtung und Wahrheit) - 1994: À la recherche d'un champ de bataille perdu - 1990–2001: Sulla - 1993–2004: Eine andere Welt (mit 3 Gedichten von Durs Grünbein) - 1978–2006: Hommage an Ludwig van Beethoven - 2003–2009: Das Letzte Jahr - 1979–2010: Studien zum Untergang des Abendlandes - 2012: Syrakus (Film nach Gedichten von Durs Grünbein) - 2014: Im Imaginären Museum (Studien zu Monet) - 2015: Das Licht der Welt - 2016: Viennale-Trailer 2016: Cinéma Vérité |

### Als Darsteller
- 1966: Klammer auf Klammer zu (Regie: Hellmuth Costard)
- 1967–1968: Null-Null-Zero (Regie: Fritz Strohecker; auch Mitarbeit am Drehbuch)
- 1968–1969: Bumps. Shake. Two Hamburgers (Regie: Rainhild Lüders; auch Kamera)
- 1973–1974: Diwan (Regie: Werner Nekes)
- 1974: Die phantastische Welt des Matthew Madson (Regie: Helmut Herbst)
- 1976–1977: Demon. Die Übersetzung von Stéphane Mallarmés „Unheimliche Analogie“ (Regie: Heinz Emigholz)
- 1978–1982: Normalsatz (Regie: Heinz Emigholz)
- 1983: Tropiafric – Grüße aus der Wildnis (Regie: Maria Fisahn, Karol Schneeweiss)
- 1983: Was ist ein Experimentalfilm? (Regie: Thomas Struck; auch Musik)
- 1988: Die Gefühle der Augen (Regie: Silke Grossmann)
- 1988: Brennende Betten (Regie: Pia Frankenberg)
- 1986–1990: Der Zynische Körper (Regie: Heinz Emigholz)
- 1994: 365 Schnittstellen (Regie: Uwe Knott, Reinhardt Beetz)
- 2012: Der Schmetterlingsjäger – 37 Karteikarten zu Nabokov (Regie: Harald Bergmann)

### Als Zeitzeuge
- 1982: Zwischen den Bildern. 3. Über die Trägheit der Wahrnehmung (Regie: Klaus Feddermann, Helmut Herbst)
- 1998: Die kritische Masse (Regie: Christian Bau)
- 2017: Werner Nekes – Das Leben zwischen den Bildern (Regie: Ulrike Pfeiffer)

### Kamera
- 1970: Und niemand in Hollywood, der versteht, daß schon viel zu viele Gehirne umgedreht wurden (Regie: Hellmuth Costard; Kamera: Hellmuth Costard, Klaus Wyborny)
- 1974: Jeder für sich und Gott gegen alle (Regie: Werner Herzog; 1. Kamera: Jörg Schmidt-Reitwein; 2. Kamera / Bildbearbeitung der Traumsequenzen: Klaus Wyborny)
- 2002–2005: D'Annunzios Höhle (Regie: Heinz Emigholz; Kamera: Irene von Alberti, Heinz Emigholz, Elfi Mikesch, Klaus Wyborny)

## Publikationen (Auswahl)
- Filmkritik, Nr. 274 vom Oktober 1979. Darin:
  - Nicht geordnete Notizen zum konventionellen narrativen Film. Leicht gekürzter Nachdruck aus Boa Vista (1976).
  - Klaus Wyborny im Gespräch mit Hartmut Bitomsky, Harun Farocki u. a. unter dem Titel Die Grammatik der Welteroberung.
- Projektbeschreibung – Das Offene Universum. In: Filmwärts, Nr. 17 von 1990.
- Hochzeitsnacht II (Ken Jacobs gewidmet – Hamburg, 24. – 28.9.2005). In: Michael Baute und Volker Pantenburg (Hrsg.), Minutentexte: The Night of the Hunter. Brinkmann und Bose, Berlin 2006. ISBN 3-922660-94-0. Klaus Wybornys Text, S. 95–107, behandelt Minute 31 des Films.
- Elementare Schnitt-Theorie des Spielfilms (= Filmtheoretische Schriften. Band 1). LIT Verlag, Berlin 2012. ISBN 978-3-643-11053-4.
- Grundzüge einer Topologie des Narrativen (= Filmtheoretische Schriften. Band 2). LIT Verlag, Berlin 2014. ISBN 978-3-643-11054-1.
- Versuche – Unterwegs zu einer Schnitt-Theorie / Angewandte Topologie / Erkundung von Randbereichen (= Filmtheoretische Schriften. Band 3). LIT Verlag, Berlin 2016. ISBN 978-3-643-12311-4.